# ダカルバジン
ダカルバジン（英語: Dacarbazine、略称: DTIC・DIC）は、悪性黒色腫・ホジキンリンパ腫・肉腫・膵ランゲルハンス島腫瘍などの様々な悪性腫瘍に対して用いられる、アルキル化剤系の抗がん剤である。日本では協和発酵キリン製造販売している。

## 作用機序
ダカルバジンはDNAにアルキル基 (CnH2n+1) を付加することで抗腫瘍効果を発揮する。肝臓で脱メチル化されて"MTIC"（モノメチルトリアゼノイミダゾールカルボキサミド）になった後、ジアゾメタンを放出し、DNAをアルキル化する。

## 承認
ダカルバジンは1975年にFDAに承認された。日本で輸入承認されたのは1985年11月であった。2013年3月、日本で褐色細胞腫に対する適応追加承認を取得した。

## 効能・効果
日本での適応は、悪性黒色腫・ホジキン病・褐色細胞腫である。
ダカルバジンは、単剤で転移のある悪性黒色腫の治療に用いられるほか、ホジキン病に対するABVD療法 (Adriamycin, Bleomycin, Vinblastine, Dacarbazine)、肉腫に対するMAID療法 (Mesna,Doxorubicin, Ifosfamide, Dacarbazine)、褐色細胞腫に対するCVD療法 (Cyclophosphamide, Vincristine, Dacarbazine) の一部として用いられている。

## 副作用
重大な副作用は、アナフィラキシーショック、骨髄抑制（汎血球減少・貧血・白血球減少・血小板減少など）、肝静脈血栓症および肝細胞壊死を伴う重篤な肝障害である。
他の（分子標的薬を除く）抗がん剤同様、ダカルバジンは正常細胞の増殖にもダメージを与える。恐らく最も深刻な副作用は不妊化（一過性または永続性）および免疫抑制である。ダカルバジンは催吐性が強いので、通常、パロノセトロンやアプレピタントなどの制吐剤が併用される。その他の重要な副作用は、頭痛・倦怠感・下痢である。
スウェーデンの保健福祉庁は、肝障害発現の問題に関して黒枠警告を設置し、ダカルバジンの使用を避けるよう勧告した。